# Šejla Kamerić
Šejla Kamerić (Sarajevo, 1976.) bosanskohercegovačka je vizualna umjetnica. Međunarodne nagrade i priznanja dobila je za socijalne komentare i dirljivu intimnost kojom su prožeti njeni radovi. Težina tema kojima se bavi je u snažnom kontrastu s jedinstvenom estetikom i izborom delikatnih materijala koje koristi.  

## Životopis

### Rani život i školovanje
Šejla Kamerić je rođena 1976. godine u Sarajevu, tada dio Socijalističke Federativne Republike Jugoslavije. Kao dijete živjela je u Dubaiju (UAE), gdje je njen otac nekoliko godina radio kao odbojkaški trener i izbornik. Njena se obitelj vraća u Sarajevo, pred početak Rata u Bosni i Hercegovini. Kada je počeo rat u Bosni i Hercegovini, Šejla Kamerić je imala tek 16 godina i već je imala uspješnu karijeru foto modela, radeći za lokalne i međunarodne modne magazine i brendove. Karijeru modela nastavlja i kroz rat surađujući s fotografima i lokalnim dizajnerima, te angažmanima na televiziji. Tijekom opsade Sarajeva, završava Srednju umjetničku školu i upisuje Akademiju likovnih umjetnosti u Sarajevu gdje je diplomirala na Odsjeku za grafički dizajn. Od 1994. godine surađuje s dizajnerskom grupom Trio, koja (pored drugih veoma poznatih radova) potpisuje autorstvo serije razglednica Greetings from Sarajevo (1993.), koje su za cilj imale privući pažnju šire svjetske javnosti na nemoguće uvjete života u opkoljenome Sarajevu. Suradnja s Triom, kojoj slijedi Šejlin angažman u marketinškoj agenciji Fabrika na mjestu kreativne direktorice, traje do 2000.
Od 1997. godine Šejla Kamerić počinje izlagati svoje umjetničke radove u Sarajevu, kao i na međunarodnoj sceni. Bila je članica European Cultural Parliament, 2003. Alumni je DAAD Artists-in-Berlin Program stipendije za 2007. godinu i od tada nastavlja živjeti i raditi u Berlinu kao samostalna umjetnica. Šejla Kamerić je 2011. godine dobila nagradu The ECF Routes Princess Margriet Award for Cultural Diversity. Danas živi i radi između Sarajeva, Pule i Berlina. 

### Umjetnička karijera
Šejla Kamerić u svojim radovima koristi različitim medijima kao što su fotografija, film, tekstil i crteži, stvarajući umjetničke instalacije te različite objekte. Povezujući element svih njenih radova su njena – često veoma nelagodna – sjećanja. Njena djela nastala na temelju autoričinih osobnih iskustava, sjećanja i snova, ali i dubokog osjećaja empatije, vode nas u globalni svijet pun tuge i bola. Ona razotkrivaju kompleksni psihogeografski pejzaž i izdržljivost ljudskog duha, insistirajući na tome da delikatno i produhovljeno nisu odbačeni u stanjima patnje ili katastrofe, već da u njima postoje istovremeno kao da su tuga, ljepota,nada i bol koje se ističu u njenim radovima dio priča koje svi zajedno dijelimo. Ona svoja sjećanja koristi kao snažan izvor, oštreći fokus sadašnjice kroz teret prošlosti. Težina tema kojima se Šejla Kamerić bavi stoji u snažnome kontrastu s jedinstvenom estetikom i izborom materijala koje koristi.
Dunja Blažević je u katalogu izložbe „In the Gorges of the Balkans”, Fridericianum Museum, Kassel, Njemačka, 2003. napisala:
Austrijski teoretičar arhitekture, povijesti umjetnosti i kulturnih studija Anselm Wagner sažeto je napisao o njenom radu:

### Izložbe i prikazivanja
Godine 1997. Šejla Kamerić po prvi put izlaže na godišnjoj izložbi koju organizira SCCA - Sarajevo Center for Contemporary Art koju kao kustos postavlja direktorica centra, povjesničarka umjetnosti Dunja Blažević. Narednih godina, Šejla blisko radi s Dunjom Blažević te nastavlja suradnju sa SCCA-om. U ovome razdoblju počinje izlagati i na međunarodnoj sceni. Godine 2000. pozvana je na Manifesta III (Borderline Syndrom) u Ljubljani, Slovenija. Za ovu prigodu, napravila je instalaciju EU/Others koja postaje međunarodno priznata i uvrštena je u kolekciju TATE Modern-a. 
Od 2000. do danas Šejla Kamerić je napravila veliki broj instalacija i intervencija u javnome prostoru: Closing The Border (2002.); Bosnian Girl (2003.); Pink Line vs. Green Line (2006.); Ab uno disce omnes (2015.), BFF (2015.); SUMMERISNOTOVER (2014. – 2020.).
Šejla Kamerić je izlagala na samostalnim izložbama u umjetničkim institucijama kao što su: Portkus, Frankfurt am Main (2004.); Galerie im Taxispalais, Innsbruck (2008.); Mumok, Beč, Röda Sten Konsthall, Göteborg, Wip; Konsthall, Stockholm i Centre Pompidou, Pariz (2010.); Muzej suvremene umjetnosti, Zagreb, Camera Austria - Graz, ArtAngel, London i MACBA, Barcelona (2011.); MG+MSUM, Ljubljana, Muzej Savremene Umetnosti, Beograd, Kunsthaus Graz, Sharjah Art foundation - Sharjah Art Museum i CAC Contemporary Art Centre, Vilnius (2012.).

## Djela
- 1999. Before Beginning
- 2000. Here
- 2000. American Dream
- 2000. EU/Others
- 2001. Basics
- 2002. Closing the Border
- 2002. Dream House
- 2003. Bosnian Girl
- 2004. FREI
- 2004. Imagine
- 2004. Untitled /daydreaming/
- 2005. Pink Line VS Green Line
- 2005. Sejla-San
- 2005. Sorrow
- 2006. Remains
- 2006. Curtain, Snow, Peace
- 2006. 30 Years After
- 2007. What do I know
- 2007. Green
- 2008. Red
- 2008. I remember I forgot
- 2011. 1395 dana bez crvene s Anri Salom

## Nagrade
- 2004. ONUFRI, Nacionalna umjetnička galerija u Tirani
- 2005. posebna nagrada na 46. oktobarskom salonu u Beogradu
- 2011. nagrada princeze Margriet za kulturnu raznolikost

## Vanjske poveznice
- Službena web stranice Šejle Kamerić
- Šejla Kamerić na Internet Movie Database-u (engl.)